# ديمي منت آبا
لولة منت سيداتي ولد آبا والمعروفه بديمي منت آبا (25 ديسمبر 1958 في تامورت انعاج - 4 يونيو 2011 في الرباط)، مغنية موريتانية. هي ابنة المغنية منينة منت إيدة.

## حياتها
هي مغنية تقليدية موريتانية تخطت شهرتها حدود بلدها إلى أفريقيا والعالم العربي واستمتع ملايين الموريتانيين والعرب بصوتها على مدى عقود، بدات حياتها الفنية في بداية السبعينات حيث مثلت بلادها رسميّا سنة 1976م في مسابقة الغناء العربي في تونس وحصلت على المرتبة الأولى بعد ما غنّت للشاعر أحمدو ولد عبد القادر ولزوجها الملحن والمطرب سيمالي ولد همدفال أغنيها الأشهر على المستوى الوطني ريشة الفن, تصف ديمي سيمالي بمعلمها الأول وصانع ألحانها النادرة وعازفها الذي استلهمت منه الكثير  وقد أنجبت منه ولدا هو العازف ولد أمني ولد سيمالي وبنتاً هي الفنانة فيروز منت سيمالي بعد ذلك تزوجت ابن خالتها الفنان الخليفة ولد ايدة وأنجبت منه بنتا، عاشت ديمي في قلوب الموريتانيين وأحيت أفراحهم وأتراحهم وكانت نموذجا للوطنية وأحبت موريتانيا بصدق حيث شاهد الجمهور دموعها وهي تغني يوم عيد الاستقلال بمناسبة مرور خمسين سنة على ميلاد الدولة الموريتانية.
في يوم 26 مايو 2011 م كانت تحيي حفلا في مدينة العيون حيث سقطت مغشيّا عليها نقلت بعدها إلى المستشفى وأجريت لها عملية فاشلة في الرأس لفتح أحد الشرايين حيث دخلت بعدها في غيبوبة لمدة عشرة أيام، وفي يوم 4 يونيو 2011 م تم الإعلان عن وفاة الفنانة ديمي منت آبا.
بمناسبة عيد الاستقلال الوطني وبعد أشهر من رحيل ديمي تم توشيحها بوسام ضابط في نظام الاستحقاق الوطني.

## انتقادات
لم يحظ مرض الفنانة ديمي باهتمام السلطات الموريتانية وهو ما حدى برئيس المعارضة الموريتانية أحمد ولد داداه إلى انتقاد ذلك الموقف واصفاً إياه بالمخجل وعدم المسؤولية ونكران للجميل تجاه شخصية وطنية بحجم ديمي.

## أشهر أغانيها
غنّت ديمي بالشعر الفصيح والشعر الشعبي وقد أنتجت عشرات الأشرطة والأسطوانات مثل شريط، لندن، البهتان، عيد المولود،
. من أشهر أغانيها: (الاستقلال - تمبرمه زين)

## روابط خارجية
- ديمي منت آبا على موقع IMDb (الإنجليزية)
- ديمي منت آبا على موقع ميوزك برينز (الإنجليزية)
- ديمي منت آبا على موقع أول ميوزيك (الإنجليزية)
- ديمي منت آبا على موقع ديسكوغز (الإنجليزية)